# بخش مرکزی شهرستان آشتیان
بخش مرکزی شهرستان آشتیان تنها بخش شهرستان آشتیان از توابع استان مرکزی ایران است.

## تقسیمات کشوری
- دهستانها
  - دهستان سیاوشان
  - دهستان گرکان
  - دهستان مزرعه نو

نقطۀ شهری: آشتیان

## جمعیت
جمعیت این بخش بر اساس سرشماری مرکز آمار ایران در سال ۱۳۹۵، ۱۶٬۳۵۷ نفر (۵٬۵۸۲ خانوار) متشکل از ۸٬۲۳۸ مرد و ۸٬۱۱۹ زن بوده‌است.